# 周瑞豹
周瑞豹（？—1654年），字玄叔，號飛石，江西吉安府吉水县泥田人。明朝政治人物。

## 生平
天啓元年（1621年）辛酉科江西鄉試舉人，二年（1622年）壬戌科進士。兵部观政，四年授湖广宁乡县知县，时魏忠贤柄政，南昌熊明遇、徐良彦、黄龙光皆被贬官谪戍，路过湖广，其他县令都不敢去拜见，只有周瑞豹在郊外行馆为他们送行。天啓七年任湖广乡试同考官，崇祯元年（1628年）调任江陵县。四年考选，擢任兵科给事中，疏屡上，如责成枢辅，停遣内臣，审释淹滞，省发章奏，酌留援兵，皆军国大计。六年（1633年）忌者追劾其令楚时催科数不足，被贬谪官。
崇祯十三年起补光禄寺监事，时周延儒复任首辅，他是周瑞豹乡举座主，瑞豹却不往谒，次年改行人司副，升尚宝司丞。甲申之变，痛哭失明，杜门不出，甲午（1654年）被逮入章门，死于狱。
子周士竇，少为諸生有声誉。甲申时与父同被逮入狱，后释放，于是放弃举子業，专心研究经史百家，所作文章博雅詳該，卓然見稱于世。